# Aleksander Branicki
Aleksander Branicki herbu Korczak (ur. w 1821, zm. 19 września 1877 w Nicei) – hrabia, polski kolekcjoner i podróżnik. Właściciel m.in. zamku w Suchej i twórca cennej biblioteki tamże.

## Życiorys
Był synem Władysława i Róży z Potockich oraz bratem m.in. Elizy Krasińskiej, Ksawerego, Konstantego i Władysława.
Lata młodzieńcze spędził w Petersburgu, gdzie obracał się w kręgach postępowej inteligencji polskiej i rosyjskiej. Wraz z braćmi przebywał też w Warszawie, gdzie bywał m.in. w salonie Marii Kalergis. Utrzymywał znajomości z wieloma intelektualistami skupionymi wokół czasopisma literacko-naukowego pt. "Biblioteka Warszawska", tworzącymi nieformalne polskie towarzystwo naukowe. Za popieranie powstania styczniowego i finansowanie działań powstańczych został przez władze carskie zesłany do Saratowa, a następnie – jeszcze w 1863 r. – wysiedlony poza granice Rosji. Przymusowy wyjazd oznaczał stałe opuszczenie dziedzicznych majątków w okolicach Kijowa na Ukrainie: Stawiszcza i Janiszówki.
Po wyjeździe z Rosji porzucił wszelką działalność polityczną i poświęcił całą energię pasjom swego życia: podróżom i kolekcjonerstwu. Zainteresowania światem egzotycznych roślin i zwierząt rozwijał dzięki kontaktom z czołowymi wówczas polskimi przyrodnikami i podróżnikami. W latach 1857–73 Branicki odbył szereg wypraw przyrodniczych do Azji i Afryki, które sam sfinansował.
Pierwszą wyprawę podjął jeszcze przed wydaleniem go z Rosji, w latach 1857/1858. Podróżował wówczas do Egiptu i na Bliski Wschód. W 1860 podarował Muzeum Starożytności w Wilnie sarkofag wraz z mumią egipską, zapewne nabyty podczas tej wyprawy. Również Towarzystwo Naukowe Krakowskie około 1860 otrzymało od Branickiego sarkofag wraz z mumią.
W 1863 podjął kolejną podróż. Była to wyprawa do Egiptu i Nubii, wiodąca w drodze powrotnej przez Półwysep Arabski i dzisiejszą Turcję. Towarzyszyli mu w niej młodszy brat Konstanty, warszawski entomolog Antoni Stanisław Waga oraz Franciszek Kandyd Nowakowski, późniejszy kustosz biblioteki Branickich w Suchej. Część eksponatów archeologicznych znalazła się później w zbiorach suskich. Z kolei okazy przyrodnicze zebrane przez Branickiego przekazane zostały do Gabinetu Zoologicznego Uniwersytetu Warszawskiego, a uniwersyteckie Muzeum Starożytności otrzymało od niego dwa egipskie sarkofagi z mumiami. Branicki skupował podczas wyprawy także rękopisy koptyjskie, które ostatecznie znalazły się w posiadaniu Akademii Umiejętności w Krakowie.
Kolejną wyprawę – do Algierii – podjęli bracia Braniccy w latach 1866–67. Oprócz A.S.Wagi towarzyszył im ornitolog Władysław Taczanowski.
W latach 1872–73 Aleksander wyruszył w kolejną wyprawę do Egiptu, w której tym razem towarzyszył mu entomolog, Henryk Dziedzicki. Finansował również badania innych przyrodników: Benedykta Dybowskiego, Jana Kalinowskiego, Michała Jankowskiego, Ludwika Młokosiewicza czy Tomasza Barei.
Na terenie swych dóbr (m.in. w Suchej) zakładał A. Branicki ogrody i parki, obsadzane gatunkami roślin dobieranymi pod kierunkiem botaników do lokalnych warunków. W cieplarniach natomiast hodował szereg gatunków flory egzotycznej (oranżeria w Suchej miała dostarczać na stół zamkowy cytryny i pomarańcze miejscowej produkcji). Interesował się upowszechnianiem wiedzy przyrodniczej, finansując wydawanie dzieł naukowych i popularnonaukowych z tego zakresu.
Już w 1843 r., dziedzicząc po śmierci ojca spory majątek, Aleksander Branicki podjął starania o nabycie posiadłości położonej na ziemiach "rdzennej Polski". Za namową matki w latach 1843–46 nabył (i przejął w 1851 r., po ustąpieniu poprzedniego dzierżawcy, Ludwika Filipa de Saint-Genois) tzw. "państwo Suskie" z siedzibą w zamku w Suchej w Beskidzie Makowskim (w ówczesnej Galicji). Na zakup Suchej przeznaczył pieniądze pochodzące ze sprzedaży swego pałacu przy ulicy La Boétie w Paryżu.
Urządzając zamek w Suchej, Branicki zadbał o jego wyposażenie. Zgromadził w nim stylowe meble, porcelanę, broń, cenną kolekcję obrazów, rzeźby i grafiki oraz interesujące zbiory archeologiczne i numizmatyczne. Stworzył wielką bibliotekę, która w chwili jego śmierci obejmowała kilkanaście tysięcy pozycji, w tym wiele cennych rękopisów i starodruków. Gromadził wszystko, co mogło świadczyć o starożytności i wielkości narodu polskiego. Zbiory uzupełniał zakupami na aukcjach i licytacjach. Po jego śmierci zbiory archeologiczne zgromadzone w Suchej przeszły w posiadanie żony i syna; dalszy los kolekcji nie jest znany.
Interesował się stawiającą wówczas pierwsze kroki fotografią, okultyzmem i spirytyzmem.
Był wielkim miłośnikiem koni, którą to namiętność odziedziczył po przodkach wraz ze stadniną w Janiszówce. Hodował głównie konie rasowe, sprowadzając do swych stajni pełnokrwiste ogiery arabskie. Sam nawet brał udział w wyprawach po araby na Bliski Wschód (1858) i do Egiptu.
9 marca 1871 uzyskał potwierdzenie tytułu hrabiowskiego w Rosji.
Jego żoną była Nina Anna Hołyńska herbu Klamry (1824–1907), z którą miał syna Władysława (1848-1914).